# Mah-e Firuzan
Mah-e Firuzan (en persan : ماه فيروزان), également romanisé en Māh-e Fīrūzān et aussi connu sous les noms de Fīrūzān et de Māh Parvīzān, est un village dans le district rural de Kaftarak dans le district du Centre (en) de la préfecture de Shiraz (en) dans la province du Fars en Iran. Lors du recensement de 2006, le village avait une population de 498 habitants.